# Mabuchi Motor
Công ty Mabuchi Motor (マブチモーター株式会社 Mabuchi Mōtā Kabushiki Kaisha) là một công ty sản xuất ở Matsudo, tỉnh Chiba, Nhật Bản. Mabuchi Motor là nhà sản xuất động cơ điện nhỏ với sản lượng lớn nhất thế giới, mỗi năm sản xuất hơn 1,4 tỷ động cơ. Công ty sử dụng 24.286 người ở bộ phận sản xuất, 755 người ở bộ phận hành chính, 583 ở bộ phận R&D và 219 người trong mảng bán hàng.
Mabuchi Motor chiếm 70% thị trường động cơ dùng cho gương chiếu hậu, khóa cửa, và điều hòa không khí, giảm chấn và các cơ cấu chấp hành ô tô. Doanh số của động cơ nâng cửa sổ điện đang tăng lên. Tỉ lệ thị trường hợp nhất của công ty là 64,3%  với các sản phẩm ô tô, và 35,7% đối với sản phẩm tiêu dùng và công nghiệp. Ứng dụng của động cơ DC dạng chổi than và động cơ điện DC không chổi than của Mabuchi bao gồm khoan điện, máy cắt cỏ, rung điện thoại di động và điều khiển trò chơi video, máy rung, máy hút bụi, xe và máy bay đồ chơi, đầu CD, DVD và Blu-ray, máy ảnh kỹ thuật số, máy in vi tính, quạt máy, dao cạo râu điện, máy giặt, bàn chải đánh răng điện, và máy sấy thổi.

## Quản trị doanh nghiệp
Trụ sở chính của Mabuchi Motor nằm gần ga Matsuhidai trên tuyến Hokuso nối sân bay Narita với trung tâm Tokyo. Công ty được quản lý bởi một ban giám đốc bao gồm hai giám đốc bên ngoài. Với mục đích tạo môi trường cho các nhà đầu tư dễ dàng đầu tư và mở rộng thanh khoản và mở rộng cơ sở nhà đầu tư, Mabuchi Motor chia mỗi cổ phiếu thường thành hai cổ phiếu vào ngày 01/01/2015, với số lượng cổ phiếu đang lưu hành tăng từ 37.875 triệu trong năm 2014 lên 70.927 triệu trong năm 2015.
| Tên                | Chức vụ                                                            |
| ------------------ | ------------------------------------------------------------------ |
| Takaichi Mabuchi   | Chủ tịch danh dự                                                   |
| Shinji Kamei       | Chủ tịch hội đồng quản trị và Giám đốc đại diện                    |
| Hiroo Okoshi       | Chủ tịch, Giám đốc điều hành và Giám đốc đại diện                  |
| Tadashi Takahashi  | Giám đốc điều hành và quản lý, Trưởng bộ phận R&D và Tổng Giám đốc |
| Masato Itokawa     | Giám đốc điều hành, Trưởng Bộ phận đảm bảo chất lượng và Giám đốc  |
| Tadahito Iyoda     | Giám đốc điều hành, Trưởng ban nhân sự (trụ sở chính) và Giám đốc  |
| Hirotaro Katayama  | Giám đốc, Trưởng bộ phận kiểm soát vận hành và giám đốc            |
| Iwao Nakamura      | Giám đốc bên ngoài                                                 |
| Ichiro Hashimoto   | Giám đốc bên ngoài                                                 |
| Masahiro Gennaka   | Thành viên Ban Kiểm toán & Giám sát (Toàn thời gian)               |
| Keiichi Horii      | Thành viên Ban Kiểm toán & Giám sát (Bên ngoài)                    |
| Nobutaka Motohashi | Thành viên Ban Kiểm toán & Giám sát (Bên ngoài)                    |
| Toru Masuda        | Thành viên Ban Kiểm toán & Giám sát (Bên ngoài)                    |
| Tsuyoshi Nakamura  | Tổng Giám đốc Kinh doanh & Tiếp thị                                |
| Kazuyuki Someya    | Chủ tịch Công ty TNHH Công nghiệp Mabuchi (chi nhánh Hồng Kông)    |
| Eiji Uenishi       | Phó Tổng Giám đốc Nghiên cứu và Phát triển                         |
| Akihiko Kitahashi  | Phụ trách việc kinh doanh ở Đài Loan                               |
| Katsuhiko Katayama | Phụ trách việc kinh doanh ở Trung Quốc                             |

Takaichi Mabuchi, đồng sáng lập và Chủ tịch danh dự của công ty kể từ ngày 28 tháng 3 năm 2013, cũng là Chủ tịch và Chủ tịch hội đồng quản trị Công ty TNHH Mabuchi Motor.
Shinji Kamei, Chủ tịch Công ty TNHH Mabuchi Motor, từ ngày 28 tháng 3 năm 2013, giữ chức vụ Tổng Giám đốc điều hành và Chủ tịch Công ty TNHH Mabuchi Motor. Kamei cũng là Giám đốc đại diện.
Hiroo Okoshi là Tổng Giám đốc và Chủ tịch Công ty TNHH Mabuchi Motor kể từ ngày 28 tháng 3 năm 2013. Okoshi trước đây từng là Giám đốc Điều hành và Tổng Giám đốc của Trụ sở chính và là Tổng Giám đốc của Phòng Kế hoạch Công ty. Ông là giám đốc kể từ tháng 3 năm 2011.
Tadashi Takahashi là Giám đốc điều hành cấp cao  của Công ty TNHH Mabuchi Motor từ ngày 27 tháng 3 năm 2015. Takahashi cũng từng là Tổng Giám đốc Bộ phận Nghiên cứu & Phát triển kể từ ngày 28 tháng 3 năm 2013, và ông là Giám đốc điều hành từ ngày 28 tháng 3 năm 2013 đến ngày 27 tháng 3 năm 2015. Takahashi là Tổng Giám đốc Trung tâm Đổi mới Kĩ thuật Sản xuất của bộ phận Nghiên cứu và Phát triển cho đến ngày 28 tháng 3 năm 2013. Ông là giám đốc kể từ ngày 28 tháng 3 năm 2013.
Masato Itokawa là Tổng Giám đốc của Bộ phận Đảm bảo Chất lượng và Giám đốc Điều hành. Ông là giám đốc kể từ ngày 28 tháng 3 năm 2013.
Tadahito Iyoda là Trưởng ban Trụ sở Hành chính và Giám đốc điều hành từ ngày 28 tháng 3 năm 2013. Iyoda trước đây từng là Tổng Giám đốc của Phòng Kế hoạch Doanh nghiệp.
Hirotarou Katayama là Tổng Giám đốc điều hành hoạt động từ tháng 7 năm 2014 và là Giám đốc điều hành. Katayama là giám đốc kể từ ngày 27 tháng 3 năm 2015.
Iwao Nakamura là Giám đốc bên ngoài của Công ty TNHH Mabuchi Motor, kể từ ngày 28 tháng 3 năm 2013 và của Nagase & Co. Ltd. từ năm 2009. Ông từng là Giám đốc điều hành tại Nagase & Co. Ltd. và Chủ tịch Công ty TNHH Nissan Diesel Motor của Volvo AB từ năm 2002 đến 11 tháng 5 năm 2007. Nakamura là Chủ tịch Nissan Diesel tại AB Volvo từ năm 2002 đến 11 tháng 7 năm 2007. Nakamura hiện cũng là Giám đốc Công ty TNHH Nissan Diesel Motor.
Ichiro Hashimoto là Giám đốc bên ngoài của Công ty TNHH Mabuchi Motor, kể từ ngày 27 tháng 3 năm 2015. Ông cũng là Tổng Giám đốc vận hành của Niigata Power Systems Co., Ltd. và từng là Chủ tịch. Vào tháng 4 năm 1970, Hashimoto gia nhập Ishikawajima Harima Heavy Industry Co., Ltd. (IHI) và là giám đốc từ tháng 4 năm 2008. Hashimoto là Phó Chủ tịch điều hành của IHI Corporation từ tháng 4 năm 2010. Kể từ tháng 7 năm 1998, Hashimoto từng là Giám đốc Soma Works của các hoạt động Aero & Engine & Space của IHI, và là Giám đốc điều hành và Chủ tịch điều hành hệ thống điện, Giám đốc điều hành và Chủ tịch hoạt động năng lượng và thực vật từ tháng 1 năm 2008, Giám đốc điều hành cấp cao và Chủ tịch hoạt động năng lượng và nhà máy từ tháng 4 năm 2008. Ông là Giám đốc điều hành cấp cao, Giám đốc điều hành cấp cao và Giám đốc điều hành của IHI Corporation. Ông là giám đốc của IHI Corporation bắt đầu từ tháng 4 năm 2010. Kể từ tháng 6 năm 2012, ông là cố vấn của IHI.
Masahiro Gennaka là Kiểm toán viên toàn thời gian theo luật định.
Keiichi Horii phục vụ như một Kiểm toán viên bên ngoài theo luật định. Horii cũng là kiểm toán viên của Công ty TNHH Sanwa Soko từ tháng 6 năm 2011. Ông trở thành luật sư đã đăng ký (Dai-ichi Tokyo Bar Association) vào tháng 4 năm 1979. Ông là đối tác của Văn phòng Luật Harada, Uchida, và Sugiyama (nay là Văn phòng Luật Toranomon Minami) kể từ tháng 1 năm 1995.
Nobutaka Motohashi là Kiểm toán viên bên ngoài của Công ty TNHH Mabuchi Motor từ tháng 3 năm 2012 và Công ty TNHH NAGAWA từ tháng 6 năm đó. Ông cũng là đại diện tại văn phòng CPA Motohashi Nobutaka kể từ tháng 7 năm 2008. Motohashi là đối tác đại diện tại Công ty kiểm toán Ernst & Young ShinNihon LLC (trước đây là Văn phòng kế toán Eiko) từ tháng 5 năm 1976. Ông gia nhập Công ty Kiểm toán Ernst & Young ShinNihon LLC (trước đây là Văn phòng Ike Shoichi) vào tháng 6 năm 1971. Motohashi đã được đăng ký là kế toán viên được chứng nhận vào tháng 3 năm 1973. Ông đã rút khỏi Ernst & Young ShinNihon LLC (trước đây là Tập đoàn Kiểm toán Shin-Nihon) vào tháng 6 năm 2008.
Toru Masuda phục vụ như một Kiểm toán viên bên ngoài theo luật định.
Tsuyoshi Nakamura giữ chức vụ Tổng Giám đốc Kinh doanh & Tiếp thị và Giám đốc điều hành. Nakamura trước đây từng giữ chức Phó Tổng Giám đốc Kinh doanh & Tiếp thị, bắt đầu từ ngày 28 tháng 3 năm 2013. Nakamura từng là Trưởng phòng  kinh doanh 3 của Trụ sở bán hàng và tiếp thị cho đến ngày 28 tháng 3 năm 2013.
Kazuyuki Someya là Chủ tịch của Công ty TNHH  Mabuchi Industry (công ty con có trụ sở tại Hồng Kông của Mabuchi). Someya cũng từng là Trưởng Bộ phận Kế toán và Tài chính, Phòng Hành chính,.
Eiji Uenishi là Phó Tổng Giám đốc Nghiên cứu và Phát triển.
Akihiko Kitahashi là Phụ trách điều hành hoạt động kinh doanh tại Đài Loan.
Katsuhiko Katayama là giám đốc phụ trách kinh doanh tại Trung Quốc.

### Kết quả tài chính
Hàng năm, Mabuchi Motor đã tăng doanh thu từ 108,4 tỷ Yên lên ¥ 122,5 tỷ Yên. Hơn nữa, công ty đã có thể giảm tỷ lệ doanh số bán hàng dành cho giá vốn hàng bán từ 75,23% đến 70,94%. Đây là yếu tố dẫn đến tăng trưởng lợi nhuận từ ¥ 10,5 tỷ Yên lên ¥ 18,1 tỷ Yên.
Doanh thu thuần cho năm tài chính 2014 là 122,544 tỷ Yên. Mabuchi dự báo doanh thu 141 tỷ yên cho năm 2015. Lợi nhuận gộp cho năm tài chính 2014 là 35,614 tỷ Yên. Công ty dự kiến lợi nhuận gộp sẽ tăng lên 42,7 tỷ Yên vào cuối năm 2015. Trung Quốc và Hồng Kông bao gồm thị trường khu vực lớn nhất, với 34,8% doanh thu theo khu vực. Tiếp theo là châu Á Thái Bình Dương ở mức 24,7%, châu Âu ở mức 20,3%, Bắc Mỹ và Mỹ Latinh ở mức 12,3% và Nhật Bản ở mức 7,9%.
Chi phí vốn cho năm 2015 dự kiến sẽ tăng lên 16,202 tỷ Yên từ 9.597 tỷ Yên trong năm 2014, một phần là do việc xây dựng các cơ sở sản xuất mới ở Aguascalientes, Mexico. Nhà máy dự kiến bắt đầu sản xuất vào năm 2016. Nhân viên R&D sẽ tăng từ 432 trong năm 2014 lên 464 trong năm 2015, với chi phí R & D tăng tương ứng từ 4.503 tỷ Yên trong năm 2014 lên 5.27 tỷ Yên trong năm 2015. Tổng tài sản tăng từ 223,689 tỷ Yên trong tháng 6/2014 lên 259,129 tỷ Yên trong tháng 6/2015, trong khi hàng tồn kho tăng từ 23.509 tỷ Yên lên 31.473 tỷ Yên trong cùng kỳ.
Chính sách cổ tức cơ bản của Mabuchi là thu tiền cho nghiên cứu và phát triển và đầu tư vốn, đòi hỏi sự tăng trưởng và phát triển của công ty, từ dự trữ nội bộ, để duy trì tính thanh khoản tài chính và tích cực thực hiện trả cổ tức ổn định dài hạn và trả lợi nhuận cho Mabuchi chẳng hạn như tăng cổ tức và tách cổ phiếu theo hiệu suất. Cổ tức thông thường hàng năm là 30 Yên/cổ phiếu thường như cổ tức ổn định dài hạn, cộng với cổ tức đặc biệt dựa trên kết quả kinh doanh, được tính bằng cách chia 30% thu nhập ròng hợp nhất cho tổng số cổ phiếu.
Năm 2012, cổ tức bằng tiền trên mỗi cổ phiếu là 50 Yên. Dự báo cổ tức tiền mặt năm 2015 là ¥ 105 / cổ phiếu. Tính đến tháng 6/2015, thành phần của cổ đông là 37,4% công ty nước ngoài, 22,5% cá nhân và những người khác, 21,9% tổ chức tài chính, 15,3% trong nước (Nhật), 2,1% cổ phiếu quỹ và 0,9% của các công ty công cụ tài chính.

## Lịch sử

### Những năm 1930 - 1940
Là một học sinh tiểu học sống ở Takamatsu, tỉnh Kagawa vào những năm 1930, Kenichi Mabuchi là  con trai của một chủ nhà máy sản xuất tấm thiếc, rất thích phát minh những thứ như máy giặt tự chế, súng đồ chơi bằng tre, trực thăng và một chiếc thuyền mô hình chạy bằng rượu (nó phát nổ và làm ông bị phỏng khi ông cố thay rượu bằng xăng). Ở trường trung học cơ sở, Kenichi giành chiến thắng giải đấu máy bay mô hình Shikoku thứ 5, đánh bại  một người thi người lớn bằng cách chế tạo máy bay với thời lượng bay dài nhất.

#### Chiến tranh Thế giới II
Em trai của Kenichi, Takaichi, trẻ hơn mười tuổi và thích làm mọi thứ với anh trai của mình. Takaichi vào một trường trung học kỹ thuật, nhưng vào tối ngày 3 tháng 7 năm 1945, trường của Takaichi đã bị phá hủy trong vụ ném bom Takamatsu bởi máy bay ném bom B-29 của Mỹ.
Để tồn tại tình trạng thiếu thực phẩm, cha của họ đã bán nhà máy của gia đình và đưa anh em đến làm việc trong các nông trại. Nhưng Kenichi sớm bỏ công việc ở nông trại. Ông tập hợp bạn bè của mình và cọ rửa các tàn tích bị đốt cháy cho kim loại và dây đồng để sử dụng trong việc tạo ra các động cơ DC đơn giản làm dụng cụ giáo dục để sử dụng trong các trường tiểu học. "Động cơ trường học" này bán chạy, và vào năm 1946 Kenichi Mabuchi thành lập Kansai Rika Kenkyusho, một viện nghiên cứu khoa học.

#### Động cơ sau chiến tranh đầu tiên
Vào mùa hè năm 1947, sau khi một công ty ở Osaka sao chép thiết kế của động cơ trường học, Kenichi nhận ra giá trị của việc áp dụng bằng sáng chế, sau đó quay trở lại bảng vẽ và phát minh ra động cơ DC nam châm "hình móng ngựa" hiệu suất cao đầu tiên trên thế giới. Takaichi 18 tuổi, rời trang trại và bắt đầu làm việc với Kenichi trong mảng bán hàng.

### Những năm 1950
Năm 1951, khi đồ chơi dây cót Nhật Bản mất uy tín trên thị trường do sự ra đời của đồ chơi điện ở nước ngoài, với lượng xuất khẩu giảm xuống 20% của năm trước, anh em nhà Mabuchi đã tìm cách bảo đảm hợp đồng cung cấp nhu cầu động cơ của nhà sản xuất ô tô đồ chơi ở Tokyo. Vì nhà máy của họ ở Takamatsu ban đầu là một nhà máy kim loại tấm và đã đạt công suất, Kenichi và Takaichi quyết định di dời với 10 nhân viên chủ chốt và xây dựng một nhà máy mới ở Tokyo, gần khách hàng chính của họ.
Vào ngày 18 tháng 1 năm 1954, sử dụng bằng sáng chế của họ cho một động cơ hình móng ngựa mới, nhỏ hơn làm thế chấp để huy động đủ vốn, các anh em thành lập Tokyo Science Industrial Co., Ltd để sản xuất động cơ điện nhỏ cho đồ chơi và thiết bị khoa học, với Kenichi Mabuchi làm Giám đốc điều hành và Takaichi Mabuchi làm Giám đốc điều hành. Takaichi sớm có ý tưởng cho một loại động cơ mới để cấp năng lượng cho đồ chơi lớn hơn. Được chế tác từ hợp kim sắt, nhôm và niken, "động cơ alnico" được cấp bằng sáng chế của Takaichi đã chứng minh mạnh mẽ hơn so với động cơ của anh trai ông phát minh ra và dễ dàng sản xuất hàng loạt.

#### Sản xuất đồ chơi
Đến tháng 8 năm 1955, Công ty TNHH Khoa học và Công nghiệp Nhật Bản được thành lập như một liên doanh với một nhà sản xuất đồ chơi lớn, và một thiết bị quấn dây cuộn dây phần ứng tự động được phát triển, do đó mở rộng năng lực sản xuất lên 30.000 động cơ mỗi ngày. Các máy này đặc biệt to nhưng dẫn đến giá thấp hơn và đồ chơi rẻ hơn cho trẻ em Nhật Bản. Nhưng vào tháng 9 năm 1957, các tờ báo Mỹ cho biết sơn gốc chì được sử dụng trên một số đồ chơi nhập khẩu từ Nhật Bản. Ngành công nghiệp đồ chơi Nhật Bản bị ảnh hưởng bởi nhu cầu giảm mạnh. Tuy nhiên, anh em nhà Mabuchi đã nắm lấy sự phát triển này như một cơ hội để tách rời khỏi mối quan hệ độc quyền của họ với nhà sản xuất đồ chơi.

#### Xuất khẩu
Hoạt động xuất khẩu bắt đầu vào tháng 9 năm 1957 với việc thành lập Công ty TNHH Mabuchi Shoji. Vào mùa xuân năm 1958, Kenichi mua lại cổ phần của công ty mình và giải thể liên doanh với khách hàng sản xuất đồ chơi của họ. Sau khi giải thể Công ty TNHH Khoa học và Công nghiệp Tokyo, cùng với Công ty TNHH Khoa học và Công nghiệp Nhật Bản, Kenichi và Takaichi thành lập Công ty TNHH Công nghiệp Mabuchi. Hai anh em đã hợp tác với nhau để tinh chỉnh động cơ alnico bằng cách thay thế nam châm alnico bằng nam châm ferit, kết quả vào tháng 4 năm 1958 trong một mô hình tiện ích bằng sáng chế cho một "động cơ F-type" ferit với cùng công suất nhưng giá và trọng lượng chỉ bằng phân nửa so với động cơ alnico. Ở mức 20 yên mỗi động cơ, anh em nhà Mabuchi đã khớp với giá của một món đồ chơi dây cót cũ. Động cơ loại F được sử dụng rộng rãi trong các mẫu xe mô hình.
Vào tháng 3 năm 1959, với sự ra đời của máy ghi băng di động, không dây, anh em nhà Mabuchi đã đổi tên công ty thành Công ty TNHH Khoa học Tokyo. và phát triển một động cơ ghi băng nhỏ, yên tĩnh với tuổi thọ dài và mức tiêu thụ điện thấp.

### Những năm 1960

#### Thiết bị âm thanh và đồng hồ
Không còn hài lòng với việc chỉ đơn giản là chế tạo động cơ cho đồ chơi và quyết tâm đột nhập vào thị trường hàng tiêu dùng công nghệ cao, Kenichi và Takaichi liên tục cải tiến khi động cơ loại F. Chúng tăng độ chính xác của trục và cải thiện bộ chuyển đổi và chổi quét, giảm tiếng ồn và công suất tiêu thụ xuống 10% so với động cơ loại F ban đầu, độ lệch trục nhỏ hơn 10 micron và kéo dài tuổi thọ từ 50-100 lần lên 1.000–2.000 giờ. Tháng 1 năm 1960, "động cơ FM-250" ra đời và vào tháng 4, các động cơ điện nhỏ "có độ chính xác cao" được phát triển, đưa Mabuchi vào thị trường thiết bị âm thanh và thị trường đồng hồ.
Vào tháng 3 năm 1962, công ty đã mở một nhà máy mới ở Tatebayashi, tỉnh Gunma và đạt được tốc độ sản xuất hàng ngày là 200.000 động cơ.

#### Xe đua đường rãnh
1963 chứng kiến sự phát triển của hai động cơ quan trọng nhất của Mabuchi. Động cơ đầu tiên, phát hành trong tháng tư, là FT, dòng động cơ được sử dụng phổ biến trong xe ô tô khe (mô hình xe đua cạnh tranh trên đường đua). Sự phát triển lớn thứ hai, phát hành vào tháng 10, là dòng RS. Động cơ này giúp cho Mabuchi xuất hiện không chỉ ở thị trường thiết bị gia dụng mà còn trên thị trường điều khiển vô tuyến. Động cơ RS như RS 380 và RS 540 vẫn được sử dụng ngày nay trong các mẫu xe, thuyền và máy bay. Cũng trong tháng 10, để thay đổi mệnh giá cổ phiếu của mình, Công ty TNHH Takamatsu Lumber (thành lập năm 1926) đã được sáp nhập và đổi tên công ty thành Công ty TNHH Khoa học Tokyo. Đồng thời, trụ sở được chuyển đến Phường Katsushika ở Tokyo.

#### Vụ tham ô quỹ công ty
Các anh em nhà Mabuchi tổ chức lễ kỷ niệm lần thứ mười của Khoa học Tokyo vào cuối năm 1963 với một bữa tiệc tại một nhà hàng ở Akasaka, với sự tham dự của hơn 1.000 nhân viên công ty, cũng như khách mời đến từ ngành công nghiệp đồ chơi, lĩnh vực tài chính và từ Hoa Kỳ sang. Sau bài phát biểu chính, Takaichi đến gần Kenichi và thông báo cho anh ta về kết quả của cuộc điều tra nội bộ. Một số người quản lý cấp cao đã bí mật cộng thêm chi phí vào các chi phí mua linh kiện. Họ gộp tiền vào một quỹ đen và sử dụng nó để mở một công ty khác. Kenichi giận dữ. Anh ta sa thải những người cầm đầu và yêu cầu bất cứ ai biết về hành vi trộm cắp mà không thông báo cho anh ta phải xin lỗi ngay lập tức và hứa sẽ sửa chữa theo cách của họ. Vụ bê bối này khiến các anh em nhà Mabuchi thiết lập nguyên tắc quản lý Mabuchi, "Góp phần cho xã hội quốc tế và liên tục gia tăng đóng góp của chúng tôi". Sổ tay nhân viên được lưu hành, được gọi là "Mục đích và ý nghĩa của hoạt động kinh doanh của công ty".

#### Sản xuất tại Hồng Kông
Anh em nhà Mabuchi cũng là một trong những nhà điều hành đầu tiên của Nhật Bản bắt kịp xu hướng phát triển năng lực sản xuất quốc tế ở nước ngoài. Bởi vì một công ty ở Hồng Kông sản xuất các hàng nhái chất lượng kém hơn và bán chúng cho các nước thuộc khối thịnh vượng chung của Anh với chi phí thấp với mức thuế ưu đãi, anh em nhà Mabuchi quyết định xây dựng nhà máy riêng ở Hồng Kông để cạnh tranh trực tiếp. Vào tháng 2 năm 1964, Công ty TNHH Công nghiệp Mabuchi được thành lập tại Tân Bồ Cương, Cửu Long, Hồng Kông.

#### Văn phòng ở Mỹ và Đức
Tháng 3 năm 1965, Mabuchi chuyển nhà máy Nhật Bản từ khu vực dễ bị ngập lụt sang một mảnh đất an toàn và lớn được bảo đảm tại Matsudo, Chiba (vị trí  trụ sở công ty hiện tại) ngay bên ngoài Tokyo. Một văn phòng bán hàng của Mỹ cũng được khai trương tại thành phố New York. Vào tháng 4 năm 1966, một động cơ nhỏ gọn, hiệu suất cao (loại RE) được tung ra thị trường và vào tháng 3 năm sau, một động cơ tàu ngầm như một nguồn năng lượng cho đồ chơi và sở thích cũng được đưa ra thị trường. Bây giờ công ty đã tăng trưởng đều đặn và đến năm 1968, sản lượng hàng năm đạt 100 triệu. Vào tháng 7 năm đó, một loại động cơ có chi phí thấp, hiệu năng cao (loại FA) đã được giới thiệu.
Văn phòng đại diện châu Âu được khai trương tại Frankfurt, Đức, vào tháng 10 năm 1968. Vào tháng 1 năm 1969, với 100% vốn từ công ty mẹ, Công ty TNHH Tohoku Mabuchi được thành lập, nâng cao năng lực xử lý linh kiện, và do đó thiếu hụt lao động (công ty con này được chuyển đến thành phố Matsudo và tên đã được thay đổi đầu tiên thành Mabuchi Electric Industries Ltd. vào tháng 7 năm 1977, sau đó chuyển sang Mabuchi Finance vào tháng 6 năm 1989, trước khi được thanh lý vào tháng 1 năm 1998).

#### Sản xuất tại Đài Loan
Sản xuất mở rộng sang Đài Loan khi các cơ sở mới được thành lập vào tháng 12 năm 1969 với tên gọi Công ty TNHH Mabuchi Đài Loan. hình thành mạng lưới cung cấp động cơ cho thị trường thế giới.

### Những năm 1970

#### Vấn đề "sản xuất theo đơn đặt hàng"
Vào buổi bình minh của thập niên 1970, Mabuchi đã trở thành một trong những nhà sản xuất động cơ thiết bị nguyên bản hàng đầu thế giới về điện tử tiêu dùng, đồ chơi và máy bay mô hình. Nhưng một vấn đề mới nảy sinh: vấn đề "làm theo đơn đặt hàng". Thông thường trong ngành công nghiệp sản xuất, làm cho số lượng nhỏ của nhiều sản phẩm là tiêu chuẩn, để đáp ứng nhu cầu thị trường. Vì vậy, Mabuchi đã nhận đơn đặt hàng cho động cơ với các thông số kỹ thuật khác nhau từ mỗi khách hàng và động cơ sản xuất tùy chỉnh theo thông số kỹ thuật của khách hàng. Khi khối lượng sản xuất nhỏ, công ty quản lý để xử lý nó, nhưng vào những năm 1970, khối lượng đã phát triển và nó trở nên khó khăn để xử lý tất cả các đơn đặt hàng với thông số kỹ thuật hơi khác nhau. Công ty đã cung cấp quá nhiều máy móc và phụ tùng. Từ việc mua nguyên liệu, thu thập linh kiện, gia công và lắp ráp, để vận chuyển sản phẩm, dây chuyền sản xuất trở nên rối loạn và khó quản lý. Hơn nữa, có thời gian chết giữa sản xuất và sự thiếu kinh doanh, với các đơn đặt hàng chủ yếu tập trung vào các chiến dịch bán hàng Giáng sinh của khách hàng. Vì điều này, công ty đã phải thuê thêm công nhân theo mùa mỗi năm trước các ngày lễ khi các nhà máy quá bận rộn và sau đó thải hồi họ khi qua thời gian đó và sản xuất trở nên chậm chạp.
Mabuchi gọi đây là vấn đề "sản xuất theo đơn đặt hàng" bởi vì nó không thể giữ lại tồn kho của các đơn đặt hàng tùy chỉnh. Vì công ty phải chế tạo động cơ tùy chỉnh sau khi nhận được đơn đặt hàng, phải mất nhiều thời gian để giao hàng. Vì vậy, nếu khách hàng có một sản phẩm hit bất ngờ, Mabuchi sẽ phải nỗ lực để đáp ứng nhu cầu tăng đột ngột. Nếu thời gian phản hồi không đủ nhanh, khách hàng sẽ trở nên khó chịu vì họ bỏ lỡ cơ hội kinh doanh và Mabuchi cũng sẽ mất đi lợi nhuận tiềm năng. Ngoài ra, khi các đơn đặt hàng đến cùng một lúc, công nhân nhà máy sẽ phải làm thêm giờ và vào những ngày nghỉ của họ để đáp ứng thời hạn. Tỷ lệ sản phẩm bị lỗi sẽ tăng lên, cũng như vấn đề kiểm soát chất lượng và khiếu nại của khách hàng. Và các động cơ bị lỗi sẽ cần phải được thay thế, tăng áp lực khi đến hạn giao hàng.

#### Tiêu chuẩn hóa sản phẩm
Giải pháp là tiêu chuẩn hóa sản phẩm. Thay vì tạo ra những thay đổi nhỏ về chiều dài trục và số cuộn dây trong cơ bản là động cơ tương tự, công ty bắt đầu chế tạo một số sản phẩm tiêu chuẩn với trục khía 5mm, giảm số lượng biến thể 1mm hoặc 2mm và cho phép Mabuchi chuyển đổi thành hệ thống sản xuất lưu kho. Khách hàng được cung cấp tùy chọn để tiếp tục mua động cơ tùy chỉnh theo thông số kỹ thuật của họ hoặc mua động cơ được tiêu chuẩn hóa trên cơ sở bán hàng tồn kho để được giảm giá 20%. Chất lượng sản phẩm và tốc độ giao hàng đã được cải thiện trong khi chi phí và chất thải giảm đi, đến tháng 6 năm 1971 trên 80% động cơ Mabuchi là các sản phẩm tiêu chuẩn.
Tháng 3 năm 1971, tên công ty được đổi từ Khoa học Tokyo thành Công ty TNHH Mabuchi Motor. Sau đó, vào tháng Bảy, một trụ sở mới đã được hoàn thành và trụ sở chính của công ty được chuyển đến Matsudo. Động cơ FA-130 đã được giới thiệu. Đồng thời, Mabuchi đang đàm phán với một nhà sản xuất máy cạo râu điện đẳng cấp thế giới có nhu cầu về động cơ lõi đặc biệt với hiệu suất tương tự như động cơ không có vành. Anh em nhà Mabuchi đã chế tạo động cơ, model RD-180, và nó nhỏ hơn và đáp ứng nhanh hơn động cơ máy cạo râu điện trước đó. Takaichi Mabuchi báo giá cho mỗi đơn vị là 100 yên và đại diện công ty máy cạo râu đã cố gắng sửa chữa "sai lầm" của Takaichi, nghĩ rằng ông đã thiếu mất một con số 0, nghĩ rằng RD-180 có giá ít nhất là 1.000 yên. Nhưng Takaichi khá nghiêm túc và bán động cơ máy cạo râu chỉ bằng một phần mười giá mà công ty máy cạo râu sẵn sàng trả. Khi làm như vậy, anh đã bảo đảm hợp đồng cung cấp cho tất cả nhu cầu động cơ của công ty máy cạo râu.

#### Bùng nổ rẻ hơn
Tiếp theo, máy ghi băng thay đổi từ cuộn băng hở  sang băng cassette, và vào năm 1972, băng cassette radio, hoặc "boombox", được phát hành; nó trở thành phổ biến cho việc sử dụng cá nhân chủ yếu trong giới trẻ. Theo như Mabuchi Motor đã được quan tâm, phần quan trọng của một đài cassette radio là nó phải có khả năng quay nhẹ nhàng và ổn định để tạo ra âm thanh chất lượng. Tốc độ quay không thể thay đổi ngay cả khi thay đổi về điện áp, nhiệt độ hoặc tải. Một động cơ DC thông thường sẽ không đủ; thay vào đó, công ty phải phát triển một động cơ mới với khả năng điều chỉnh tốc độ của nó, một "động cơ điều tốc". Trong quá khứ, các kỹ sư của công ty đã thử nghiệm với cả hai loại động cơ điều tốc, điều tốc cơ khí và điện tử. Nhưng vì sẽ rất khó để giảm giá của một điều tốc cơ khí, trong khi điều tốc điện tử ngày càng rẻ hơn, Takaichi Mabuchi quyết định dùng điều tốc điện tử.
Bằng cách sản xuất động cơ điều tốc điện tử được thiết kế của Nhật Bản ở nước ngoài tại Hồng Kông và Đài Loan, Mabuchi Motor giảm chi phí của boombox thông qua sản xuất hàng loạt các động cơ vận hành băng cassette của họ. Vào tháng 12 năm 1972, cánh tay xuất khẩu của Mabuchi, Công ty TNHH Thương mại Thế giới Mabuchi (trước đây là Công ty TNHH Mabuchi Shoji), đã được sáp nhập với bộ phận kinh doanh nội địa (doanh nghiệp). Phòng kinh doanh (doanh nghiệp) được khai trương tại địa điểm của Công ty TNHH Thương mại Thế giới Mabuchi (Nihonbashi, Phường Chuo, Tokyo)). Để mở rộng sản xuất tại Mabuchi Taiwan Co., Ltd., vào tháng 10 năm 1973, một nhà máy mới đã được xây dựng và các cơ sở sản xuất hiện đại đã được hiện đại hóa. Vào tháng 3 năm 1974, là một phần trong nỗ lực sắp xếp quản lý kinh doanh, các máy  công cụ mới, chính xác cao phản ánh công nghệ mới nhất đã được giới thiệu và bổ sung vào bộ phận máy công cụ của nhà máy chính. Ngoài ra, Mabuchi Precision Industries, Ltd. được thành lập tại thành phố Tatebayashi, tỉnh Gunma để sản xuất trục động cơ trong nhà. Một động cơ máy bay đã có mặt trên thị trường vào tháng Bảy như một nguồn năng lượng mới cho máy bay mô hình.
Vào tháng 3 năm 1975, một động cơ với bộ điều tốc  điện tử tích hợp đã có mặt trên thị trường, cho phép công ty chuyển sang thị trường mới cho máy ghi băng cassette, thiết bị âm thanh nổi tại nhà và các thiết bị điện tử gia dụng khác. RF-510G ra đời. Nó được bán với giá 400 yên, cùng mức giá như một thống đốc cơ khí lạc hậu. Ban đầu, các công ty điện tử có vẻ hơi khao khát làm việc với một nhà cung cấp đã bắt đầu chế tạo động cơ cho xe ô tô đồ chơi. Nhưng lần lượt, các nhà sản xuất tên tuổi đã chọn chất lượng và giá cả của RF-510G, và anh em nhà Mabuchi đã giúp mang lại những chiếc máy cassette vô tuyến Nhật Bản giá rẻ, đầu đĩa CD stereo xách tay và nhiều sản phẩm khác trong lĩnh vực nghe nhìn, cho người tiêu dùng thế giới.

#### Máy ATM và gương xe
Bằng cách đầu tiên ra thị trường với một sản phẩm hoàn chỉnh trong khi các nhà sản xuất động cơ đối thủ vẫn còn ở giai đoạn nguyên mẫu, Mabuchi Motor đã xây dựng được sự tín nhiệm đáng kể trong ngành công nghiệp điện tử tiêu dùng. Sau đó, vào tháng 5, pin nickel-cadmium được giới thiệu trên thị trường, và Mabuchi đã đáp ứng bằng cách sản xuất bộ sạc pin hoạt động nhanh để sử dụng tại nhà như một nguồn năng lượng điện năng lượng thấp. Đến tháng 7, bộ phận bán hàng chuyển đến trụ sở chính tại Matsudo, và một hệ thống quản trị toàn diện bao gồm sản xuất, bán hàng, công nghệ và hoạt động tài chính được thành lập. Vào tháng 9 năm 1975, một động cơ giảm tốc đã được tung ra thị trường, cho phép Mabuchi vào thị trường máy bán hàng tự động và các thị trường khác. Cũng trong tháng đó, động cơ gương xe đã xuất hiện, và công ty đã hoàn toàn bước vào thị trường thiết bị điện ô tô.
Để tăng tính cạnh tranh trong nền kinh tế thế giới biến động, và để mở rộng năng lực sản xuất, tháng 7 năm 1976, một cơ sở sản xuất mới được xây dựng tại Tsuen Wan bởi Mabuchi Industry Co., Ltd. ở Hồng Kông. Sau đó, vào tháng 8, một hệ thống điện mới đã có mặt trên thị trường cho các mô hình điều khiển bằng sóng điện từ được điều khiển bằng cách kết hợp một động cơ công suất cao và pin nickel-cadmium có thể sạc nhanh. Văn phòng đại diện của New York đã được đóng cửa vào tháng 1 năm 1977 và thay vào đó, Mabuchi Motor America Corp. được thành lập ở New York để bán hàng và dịch vụ nhằm đáp ứng trực tiếp nhu cầu của địa phương và tập trung phát triển thị trường mới (năm 1997, văn phòng Hoa Kỳ đã được chuyển đến Detroit).
Tháng 3 năm 1978, Công ty TNHH Mabuchi Đài Loan đã xây dựng một nhà máy mới tại Hồ Khẩu, Tân Trúc. Một cơ sở sản xuất Đài Loan thứ ba, tại Cao Hùng, được bổ sung vào tháng 8 năm 1979.

### Những năm 1980

#### Đầu máy video (VCR)
Vào đầu những năm 1980, Mabuchi đã tham gia vào cả hai thị trường công cụ điện hoạt động bằng pin và đầu máy video (VCR). Năm 1980, một động cơ đầu máy video được giới thiệu ra thị trường, và Mabuchi Motor hoàn toàn bước vào thị trường thiết bị video. Kết quả là, vào tháng 12 năm đó, Công ty TNHH Mabuchi Motor Đài Loan đã mở rộng cơ sở sản xuất của mình. Năm 1981, một động cơ khoan điện xuất hiện trên thị trường, và công ty đã hoàn toàn bước vào thị trường thiết bị công nghiệp. Sau đó, vào tháng 8 năm 1982, nhà máy Tateishi của Mabuchi Electric Industries Ltd. được thành lập tại Phường Katsushika, Tokyo.

#### Đầu đĩa CD di động
Từ khi bắt đầu kỷ nguyên máy nghe nhạc CD, Mabuchi Motor đã được các nhà sản xuất nghe nhìn lớn của Nhật Bản và châu Âu lựa chọn để cung cấp các loại động cơ máy nghe nhạc CD tiêu chuẩn như RF-310TA và RF-300CA. Với mức độ sản phẩm áp đảo, các anh em nhà Mabuchi đã giành được 90% thị phần kinh doanh máy nghe đĩa CD, đẩy các công ty đối thủ đầu hàng.
Mảng thiết bị nghe nhìn và mảng công cụ chính xác có tác động rất lớn đến ngành công nghiệp động cơ. Tháng 3 năm 1984, Công ty TNHH Mabuchi Motor Đài Loan đã xây dựng nhà máy thứ hai. Sau đó, vào tháng Tư, trụ sở chính của công ty được chuyển đến Matsudo, gần ga Matsuhidai, nằm giữa Sân bay Quốc tế Narita và trung tâm thành phố Tokyo trên Tuyến Hokuso.

#### Chào bán công khai lần đầu (IPO)
Tháng 7, Công ty TNHH Mabuchi Đài Loan mở rộng nhà máy Hồ Khẩu. Cùng tháng đó, thông qua đăng ký trên thị trường tự do, Mabuchi Motor đã bắt đầu bán cổ phiếu ra công chúng. Đến tháng 10, Trung tâm kỹ thuật của Mabuchi đã hoàn thành. Ngoài việc tập trung nghiên cứu và phát triển các hoạt động trong một cơ sở duy nhất và thúc đẩy chia sẻ thông tin kỹ thuật, trung tâm được trang bị các trang thiết bị  nghiên cứu công nghệ cao.
Sự phát triển của một động cơ máy in cỡ lớn năm 1985 đã dẫn đến việc Mabuchi tham gia vào thị trường thiết bị văn phòng. Tháng 3 năm 1986, nhà máy Quảng Đông của Công ty TNHH Công nghiệp Mabuchi tại Quảng Đông, Trung Quốc, bắt đầu chế biến và sản xuất các hoạt động trên cơ sở hoa hồng. Mabuchi Motor đã công khai trên Sàn giao dịch chứng khoán Tokyo vào tháng 12 năm 1986 và được liệt kê là thành viên của phần thứ hai.
Tháng 3 năm 1987, để nắm bắt được xu hướng và nhu cầu của thị trường Singapore và ASEAN với tốc độ tối đa, một văn phòng đại diện được thành lập tại Singapore. Sau đó, vào tháng 10, công ty con đầu tiên của Trung Quốc hoàn toàn được tài trợ bởi các doanh nghiệp Nhật Bản, Mabuchi Motor Dalian Ltd., được thành lập và hệ thống cung cấp cho thị trường thế giới đã được tăng cường.
Công ty TNHH Mabuchi Motor Thâm Quyến được thành lập tại Thâm Quyến, Trung Quốc vào tháng 4 năm 1988, để thực hiện bảo trì thiết bị sản xuất của nhà máy Quảng Đông của Công ty TNHH Công nghiệp Mabuchi và công cụ sản xuất (năm 1997, công ty đã đóng cửa và tích hợp với Dongguan Mabuchi Motor Equipment Co., Ltd.). Vào tháng 6 năm 1988, danh sách của Mabuchi đã tăng từ phần thứ hai của Sở giao dịch chứng khoán Tokyo lên phần đầu tiên.

#### Cửa sổ điện
Một động cơ cửa sổ điện được phát hành vào năm 1989, và công ty bước vào thị trường cửa sổ điện ô tô. Để đáp ứng tốt hơn nhu cầu của ngành công nghiệp ô tô Mỹ và gia tăng sự tham gia vào thị trường ô tô, Mabuchi Motor đã khai trương văn phòng bán hàng của công ty Mabuchi Motor America Corporation Detroit vào tháng 4 năm 1989. Cuối tháng 8, Mabuchi Motor (Malaysia) Sdn. Bhd. Được thành lập tại Malaysia để nâng cao năng lực sản xuất của Công ty TNHH Mabuchi Đài Loan. Sau đó, vào tháng 9, phản ánh tầm quan trọng ngày càng tăng của thị trường ASEAN, và để đáp ứng tốt hơn với các biến động của thị trường và nhu cầu tiêu dùng, Mabuchi Motor đã thay thế văn phòng đại diện tại Singapore bằng cách thành lập Mabuchi Motor (Singapore) Pte. Ltd.

### Những năm 1990

#### Trung tâm công nghệ Mabuchi
Năm 1991, Công ty TNHH Mabuchi Motor tăng vốn chủ sở hữu tại Công ty TNHH Mabuchi Đài Loan để tiếp cận toàn quyền kiểm soát mà công ty mẹ thực hiện trên các công ty con hoàn toàn thuộc sở hữu của nó. Tiếp theo, vào tháng 4 năm 1992, Trung tâm Công nghệ Mabuchi đã hoàn thành tại Motono ở tỉnh Chiba, để nghiên cứu và phát triển các động cơ điện nhỏ. Trong tháng 5, số lượng cổ phiếu của mỗi công ty trên mỗi đơn vị đã được thay đổi từ 1.000 còn 100. Sau đó, vào tháng 10, Mabuchi Industry Co., Ltd. đã mở văn phòng bán hàng tại Quảng Châu để tăng cường hoạt động tiếp thị tại Trung Quốc.

#### Nhà máy ở Trung Quốc đại lục
Các hoạt động mới ở châu Âu và Trung Quốc bắt đầu vào năm 1993. Mabuchi Motor (Giang Tô) Co, Ltd được thành lập tại Giang Tô, Trung Quốc trong tháng mười một để đáp ứng nhu cầu ngày càng tăng từ các khách hàng có nhà máy cũng được đặt tại Trung Quốc. Đồng thời, văn phòng đại diện châu Âu đã đóng cửa và Mabuchi Motor (Châu Âu) GmbH được thành lập tại Frankfurt, Đức để xử lý mở rộng kinh doanh và cải thiện dịch vụ cho khách hàng tại thị trường châu Âu. Vào tháng 4 năm 1994, Công ty TNHH Thiết bị Động cơ Đông Quan Mabuchi được thành lập tại Quảng Đông, Trung Quốc để cung cấp dịch vụ kỹ thuật cho Nhà máy Quảng Đông của Công ty TNHH Công nghiệp Mabuchi và đào tạo kỹ sư nhà máy. Và vào tháng 9, Công ty TNHH Mabuchi Motor Ngõa Phòng Điếm được thành lập tại Ngõa Phòng Điếm gần Đại Liên, Trung Quốc, để đáp ứng nhu cầu ngày càng tăng. Cùng tháng đó, công ty mẹ đã đồng ý tăng đầu tư cho công ty Mabuchi Motor (Giang Tô) Co., Ltd. với tổng tỷ lệ đầu tư của Mabuchi Motor Co. Ltd. lên 92%, và 93% vào tháng 7 năm 1995.
Vào tháng 9 năm 1995, Mabuchi Precision Industries Hong Kong Ltd. được thành lập tại Hồng Kông để sản xuất trục động cơ ở Quảng Đông, Trung Quốc (năm 2006, để tiếp tục sản xuất trục tại tỉnh Quảng Đông, công ty đã chỉ định nhà máy Ludong của Mabuchi Precision Industries Hong Kong Ltd là nhà máy chế biến hợp đồng của Công ty TNHH Công nghiệp Mabuchi và giải thể Công ty TNHH Công nghiệp chính xác Mabuchi Hong Kong.).

#### Sản xuất tại Việt Nam
Tháng 2 năm 1996, Công ty TNHH Mabuchi Motor Việt Nam được thành lập tại Biên Hòa gần Thành phố Hồ Chí Minh, Việt Nam, với 100% vốn từ công ty mẹ để đáp ứng nhu cầu ngày càng tăng và mở rộng lực lượng lao động. Văn phòng Quảng Châu của Công ty TNHH Công nghiệp Mabuchi đã bị đóng cửa vào tháng 3 năm 1997 và một văn phòng đại diện mới được mở tại Thượng Hải để cải thiện dịch vụ khách hàng và các hoạt động tiếp thị tại thị trường Trung Quốc. Đến tháng 7 năm 1999, loạt tiêu chuẩn ISO 9000 và dòng QS 9000, tiêu chuẩn quản lý chất lượng quốc tế và đảm bảo chất lượng, đã được nhận bởi tất cả các cơ sở của Mabuchi đã nộp đơn xin chứng nhận.

### Những năm 2000

#### Chứng nhận ISO 14001
Tính đến tháng 3 năm 2001, tất cả các địa điểm đang hoạt động đã được chứng nhận ISO 14001, một tiêu chuẩn quốc tế cho các hệ thống quản lý môi trường. Vào tháng 12 năm 2001, Công ty Ô tô Mabuchi nhận giải thưởng Porter đầu tiên được trao cho các tập đoàn và doanh nghiệp đã thực hiện các chiến lược chất lượng cao trong đổi mới. Sau đó, vào năm 2002, Mabuchi Motor được Hội đồng Chính sách Kinh tế và Tài chính chọn là "10 tập đoàn xuất sắc nhất của Nhật Bản đã xây dựng mô hình kinh doanh đẳng cấp thế giới". Cũng trong năm 2002, Mabuchi Motor bắt đầu đồng tài trợ các sự kiện như Cuộc thi Robot Châu Á Thái Bình Dương ABU và Cao đẳng Cuộc thi Robot Công nghệ, góp phần đào tạo kỹ thuật viên trẻ và phát triển khoa học và công nghệ.

#### Nhà bị trộm đột nhập, giết người và đốt phá
Năm 2002, vợ của Takaichi Mabuchi, Etsuko, 66 tuổi, và con gái Yuka, 40 tuổi, đã bị sát hại trong một vụ trộm và ngôi nhà của ông bị đốt cháy. Những người phụ nữ bị giết trước ngọn lửa và một sợi dây được tìm thấy quanh cổ của họ. Hai kẻ giết người đổ xăng quanh nhà và lấy đi 9,7 triệu Yên tiền mặt cùng với đồ trang sức. Năm 2006, Tetsuo Odajima, 63 tuổi, đã nhận tội tại Tòa án quận Chiba với tội giết vợ và con gái của cựu chủ tịch Công ty Mabuchi Motor và hai người khác trong ba vụ cướp giết người năm 2002. Theo bản cáo trạng, Odajima âm mưu với Katsumi Morita, 55 tuổi, đã nhận tội vào tháng Hai trong phiên tòa tại Tòa án quận Tokyo, để đột nhập vào nhà của Tổng thống Mabuchi Motor Takaichi Mabuchi, 73 tuổi, tại Matsudo, tỉnh Chiba, vào năm 2002. Những kẻ giết người đã bị kết án tử hình bằng cách treo cổ vào năm 2008.

#### Động cơ ghế điện
Vào tháng 4 năm 2002, bộ phận động cơ điện của công ty được thành lập. Một động cơ ghế điện đã được phát hành, và công ty bước vào thị trường ghế ô tô điện. Động cơ cửa sổ điện mới được phát triển trên cơ sở một mô hình mới cũng được phát hành, tăng cường dòng sản phẩm cửa sổ điện cho xe ô tô. Tháng mười một năm đó, để củng cố hệ thống bán hàng cho thị trường Trung Quốc đang mở rộng, Mabuchi Motor (Thượng Hải) Co, Ltd được thành lập, trong khi văn phòng đại diện Thượng Hải đã bị giải thể. Vào tháng 8 năm 2003, công ty thành lập văn phòng Santa Clara tại California để củng cố hệ thống bán hàng tại Bờ Tây (năm 2008, văn phòng đã được đóng và tích hợp với Mabuchi Motor America Corp.).
Tăng trưởng tiếp tục ở Trung Quốc cũng như Hoa Kỳ. Việc xây dựng nhà máy sản xuất vòng bi giữ dầu được hoàn thành vào tháng 10 năm 2003 tại Mabuchi Motor Dalian Ltd. và việc sản xuất ổ bi giữ dầu trong nhà đã bắt đầu. Sau đó, vào tháng 4 năm 2004, Mabuchi Motor mua lại toàn bộ số cổ phần còn lại do các cổ đông thiểu số của Công ty TNHH Mabuchi Đài Loan nắm giữ, chuyển chi nhánh thành công ty con 100%. Các văn phòng đại diện Đông Hoản mở ở Đông Hoản để tăng cường cơ sở bán hàng ở miền Nam Trung Quốc. Tháng 10, một nhà máy mới được xây dựng tại Công ty TNHH Thiết bị Động cơ Đông Hoản Mabuchi để tăng cường các chức năng bổ sung tại Trung Quốc, trụ sở chính và tập trung sản xuất các thiết bị và sản xuất các bộ phận chính xác. Năm 2004, Takaichi Mabuchi nhận bằng sáng chế thứ 17 của Hoa Kỳ.

#### Chuẩn mực đạo đức
Tháng 4 năm 2005 chứng kiến việc tạo ra Sách hướng dẫn Tuân thủ Quy định của Mabuchi Motor (nay được gọi là Tiêu chuẩn Đạo đức Mabuchi Motor) đã cung cấp một cách rõ ràng các tiêu chuẩn được tuân thủ khi thực hiện công việc của công ty. Tháng 11 năm đó, công ty đã khai trương Trung tâm Công nghệ Lịch sử Mabuchi Motor với mục đích giao tiếp và truyền đạt lịch sử và "DNA" của Mabuchi cho nhân viên của công ty và đóng góp vào việc thực hành Triết lý quản lý Mabuchi được tạo ra bởi những người sáng lập. Cũng trong tháng đó, Công ty TNHH Mabuchi Motor Hàn Quốc được thành lập để củng cố cơ sở hạ tầng kinh doanh của Mabuchi tại thị trường Hàn Quốc. Vào tháng 4 năm 2006, công ty đã ra mắt "Đường dây nóng" cho mục đích bảo vệ người tố cáo và trả lời các câu hỏi liên quan đến "Tiêu chuẩn đạo đức của Mabuchi Motor" và ngăn chặn các hoạt động xung đột với Tiêu chuẩn. Sau đó, vào tháng 8, công ty đã khai trương Trung tâm Nghiên cứu và Phát triển Mabuchi Motor  Đông Hoản để thực hiện các hoạt động thiết kế sản phẩm và phát triển công nghệ sản xuất tại Trung Quốc kết hợp với trụ sở chính.
Một năm sau, Mabuchi Motor phát triển động cơ mô-men xoắn cao nhỏ gọn cho các sản phẩm ô tô. Và vào tháng 1 năm 2008, Mabuchi đã thành lập Công ty Thương mại Mabuchi Motor (Thâm Quyến) tại Thâm Quyến, Trung Quốc, với mục đích tăng cường cả dịch vụ khách hàng và hệ thống phân phối ở miền nam Trung Quốc. Văn phòng đại diện Đông Hoản bàn giao các chức năng của công ty cho văn phòng kinh doanh mới và được giải thể để tạo thành một tổ chức tốt hơn. Vào tháng 6, một động cơ ghế điện mới đã được cho ra mắt. Vào tháng 2 năm 2009, Công ty TNHH Thiết bị Mabuchi Motor Đông Hoản đổi tên công ty thành Công ty TNHH Mabuchi Motor (Đông Hoản) và bắt đầu sản xuất động cơ vào tháng 4 năm 2009. Tháng 6, Công ty TNHH Mabuchi Motor Đà Nẵng đã mở rộng cơ sở để tối ưu hóa sản xuất động cơ. Một tháng sau, Công ty TNHH Mabuchi Motor (Ưng Đàm) được thành lập với mục tiêu nâng cao khả năng cạnh tranh về chi phí bằng cách tạo ra sự quản lý sản xuất nhỏ và linh hoạt.

#### Hệ thống văn phòng công ty
Vào tháng 11 năm 2009, Mabuchi đã giới thiệu hệ thống nhân viên công ty (hệ thống nhân viên cấp cap) để đáp ứng sự thay đổi trong môi trường quản lý và tăng cường quản trị doanh nghiệp theo các nguyên tắc quản lý được chấp nhận nói chung. Tại Trung Quốc vào tháng tới, Công ty TNHH Công nghiệp Mabuchi đã thành lập Công ty TNHH Mabuchi Precision (Đông Hoản) để tiếp tục kinh doanh tại địa điểm của Công ty TNHH Công nghiệp Mabuchi. Nhà máy Ludong với mục đích ổn định hoạt động kinh doanh thời gian dài cho Cơ sở sản xuất linh kiện chính xác của Mabuchi.
Vào thế kỷ 21, Takaichi Mabuchi đã đảm nhận chức chủ tịch của Mabuchi Motor, và Shinji Kamei được bổ nhiệm làm Chủ tịch. Anh trai Kenichi Mabuchi qua đời năm 2005. Takaichi quyết tâm tiếp tục di sản của mình. Và như vậy, trong khi nghe một MP3 của Wagner - một món quà từ cháu trai của mình và đi trong một chiếc xe hơi sang trọng, Takaichi hỏi Shinji sẽ phát triển việc mở rộng lĩnh vực thiết bị điện tử ô tô của công ty như thế nào. Máy nghe nhạc CD đã không còn phổ biến nhưng thị trường ô tô cho động cơ điện nhỏ đang bùng nổ. Trong một chiếc ô tô thông thường, 50 đến 60 động cơ nhỏ điều khiển mọi thứ từ ổ khóa cửa, cửa sổ điện đến ghế điện, khóa lái,van điều tiết máy điều hòa không khí, gương xe, đèn đầu xe, hệ thống định vị và thiết bị nghe nhìn. Nhưng trong một chiếc xe hơi sang trọng như một chiếc Takaichi và Shinji đang đi, hơn 100 động cơ điện nhỏ được sử dụng.
Một phần lợi nhuận kiếm được thông qua việc phát triển các loại động cơ chi phí thấp được sử dụng để tài trợ cho các xưởng chế tác, sự kiện ô tô mô hình và các cuộc thi chế tạo rô bốt. Công ty cũng hỗ trợ giáo dục bằng cách xây dựng trường tiểu học và tài trợ học bổng tại Trung Quốc. Mabuchi Motor cũng đóng góp cho các hoạt động bảo vệ môi trường tại địa phương.

### Những năm 2010
Vào tháng 2 năm 2010, Mabuchi đã nhận được Giải thưởng Hoạt động Doanh nghiệp từ Sở Giao dịch Chứng khoán Tokyo để công nhận các hoạt động của công ty tiên phong về quy tắc ứng xử của công ty trong các quy tắc niêm yết.
Sau đó, vào tháng 10, công ty đã chấm dứt sản xuất tại Nhà máy Quảng Đông số 2 và chuyển đổi Nhà máy Quảng Đông số 1 thành một doanh nghiệp 100% vốn nước ngoài. Công ty TNHH Mabuchi Motor Đông Hoản Daojiao được thành lập. Tháng sau, Nhà máy Quảng Đông số 3 được chuyển thành công ty chi nhánh của Công ty TNHH Mabuchi Motor (Đông Hoản). Vào tháng 5 năm 2011, để theo đuổi khả năng cạnh tranh về chi phí để sống sót trước sự cạnh tranh quốc tế, Mabuchi đã thành lập Công ty TNHH Mabuchi Motor (Giang Tây), trở thành cơ sở sản xuất thứ hai tại tỉnh Giang Tây, Trung Quốc. Để tăng cường dịch vụ khách hàng và cơ cấu bán hàng cho thị trường nội địa đang phát triển ở Trung Quốc, Mabuchi đã thành lập Phòng Xúc tiến và Hỗ trợ Bán hàng Trung Quốc vào tháng 8 năm 2011 và thành lập Chi nhánh Trùng Khánh tại Trùng Khánh, Trung Quốc vào tháng 11.

#### Đơn vị kinh doanh Trung Quốc
Sau đó, vào tháng 1 năm 2012, Mabuchi đã khánh thành đơn vị kinh doanh Trung Quốc (CBU), ba yếu tố là sản xuất, bán hàng và công nghệ, được kết hợp với nhau và bắt đầu phát triển sản phẩm, sản xuất hàng loạt và bán hàng để đáp ứng nhu cầu của địa phương. Phù hợp với giai đoạn thứ hai của tổ chức lại cơ sở sản xuất, công ty đã đưa ra một cơ sở mới để củng cố các cơ sở hiện có. Vào tháng 11, Công ty TNHH Mabuchi Motor (Giang Tây) đã bắt đầu hoạt động. Vào tháng 11, nhà máy thứ hai của Công ty TNHH Mabuchi Motor (Ưng Đàm) được hoàn thành. Trong tháng mười hai, một nhà máy mới chuyên cho một động cơ nâng cửa sổ điện và ghế điện đã được hoàn thành ở Giang Tô.

#### Động cơ máy in / máy quét / máy photocopy
Tháng 12 đã chứng kiến sự chào bán động cơ không chổi than rotor bên trong, và Mabuchi bước vào thị trường ứng dụng để điều khiển thiết bị tất cả-trong-một, mỗi thiết bị có khả năng hoạt động như một máy photocopy / fax / máy in. Vào tháng 1 năm 2013, một bộ phận bán hàng được thành lập tại Công ty TNHH Mabuchi Motor (Giang Tô) và sản xuất tích lũy và bán hàng tất cả các động cơ kể từ khi thành lập công ty vượt quá 40 tỷ đơn vị.

#### Xây dựng Mabuchi Mexico
Vào tháng 8 năm 2014, công ty đã thành lập Mabuchi Motor Mexico S.A. de C.V., thuộc sở hữu của Mabuchi Motor Co., Ltd., để gần gũi hơn với các khách hàng ở Bắc Mỹ. Từ năm 2010 đến 2015, doanh thu thuần tăng từ khoảng 80 tỷ Yên lên 108 tỷ JPY.

## Chiến lược công ty
Mabuchi Motor đang theo đuổi một chiến lược phát triển động cơ với hoạt động êm hơn và tuổi thọ vận hành lâu hơn, sử dụng vật liệu và độ chính xác gia công tốt hơn. Một trọng tâm cụ thể đã được trên động cơ cho các sản phẩm ô tô mà nhu cầu dự kiến sẽ tăng trong tương lai, đặc biệt là xe điện trở nên ngày càng phổ biến. Do đó, Mabuchi đang hướng sự chú ý của mình vào việc phát triển không chỉ động cơ nhỏ mà còn là động cơ cỡ trung bình.

### Hiện diện trên toàn thế giới
Để "đóng góp vào sự chênh lệch kinh tế quốc tế và phát triển kinh tế ở các nước khác bằng cách tạo ra cơ hội việc làm và chuyển giao công nghệ", Mabuchi Motor tham gia toàn cầu hóa sớm, bắt đầu vào năm 1964 với các hoạt động tại Hồng Kông và tiếp tục thành lập Mabuchi Mexico hiện tại.

#### Phòng hành chính và bán hàng
Ngoài trụ sở chính tại Matsudo, Chiba, Tập đoàn Mabuchi Motor có văn phòng kinh doanh tại Troy, Michigan (Mỹ) (Mabuchi Motor Mỹ Corp., est. 1977), Frankfurt am Main (Đức) (Mabuchi Motor Châu Âu GmbH, est. 1993), Hồng Kông (Công ty TNHH Công nghiệp Mabuchi, est. 1964), Giang Tô (Trung Quốc) (Công ty TNHH Mabuchi Motor Giang Tô, est. 1993), Thượng Hải (Trung Quốc) (Công ty TNHH Mabuchi Motor Thượng Hải, est. 2002), Thâm Quyến (Trung Quốc) (Công ty TNHH Thương mại Mabuchi Motor  Thâm Quyến, est. 2008), Tân Trúc (Đài Loan) (Công ty TNHH Mabuchi Đài Loan, est. 1969), Singapore (Công ty TNHH Mabuchi Motor Singapore)., est. 1989), Đà Nẵng (Việt Nam) (Mabuchi Motor Đà Nẵng Ltd., est. 2005) và Seoul (Hàn Quốc) (Công ty TNHH Mabuchi Motor Hàn Quốc, 2005)).

#### Nhà máy sản xuất
Các nhà máy của công ty đặt tại Trung Quốc (Đại Liên, Đông Hoản, Giang Tô, Ưng Đàm, Giang Tây và Ngõa Phòng Điếm), Việt Nam (Biên Hòa và Đà Nẵng), và Đài Loan (Tân Trúc và Cao Hùng). Công ty đang xây dựng một nhà máy mới tại Aguascalientes, Mexico (Mabuchi Mexico S.A. de C.V., 2014)).

#### Cơ sở nghiên cứu và phát triển
Mabuchi Motor tiến hành các hoạt động nghiên cứu và phát triển tại Trung tâm Công nghệ ở Inzai, Chiba, Nhật Bản, cũng như Trung tâm R & D tại Đông Hoản, Trung Quốc.

#### Chương trình thực tập toàn cầu
Kể từ năm 2011, Mabuchi Motor đã chào đón các thực tập sinh mùa hè, bao gồm sinh viên kỹ thuật và kinh doanh và học bổng của nghiên cứu sinh luật toàn cầu, từ các trường đại học nổi tiếng thế giới như Đại học Illinois tại Urbana-Champaign (UIUC) và Brigham Young University (BYU). Thực tập sinh nước ngoài đã góp phần vào việc nghiên cứu và phát triển của công ty, đảm bảo chất lượng, hợp đồng bán hàng và các biện pháp tuân thủ chống độc quyền. Chủ tịch Hiroo Okoshi khuyến khích sinh viên thực tập đóng góp cho một "bước đột phá", nói rằng: "Cách tốt nhất để dự đoán tương lai là tạo ra nó bởi chính chúng ta."

### Các tổ chức tài chính chính
Công ty TNHH Mabuchi Motor thực hiện hoạt động ngân hàng chủ yếu với các tổ chức tài chính sau:
- Ngân hàng Tokyo-Mitsubishi UFJ, Ltd.
- Ngân hàng Mizuho, Ltd.
- Công ty Cổ phần Ngân hàng Sumitomo Mitsui
- Ngân hàng Chiba, Ltd.
- Resona Bank, Ltd.

### Khách hàng lớn
Một số khách hàng lớn của Mabuchi Motor là:
- Công ty TNHH Aisin Seiki (Nhật Bản)
- Braun GmbH (Đức)
- Canon Inc. (Nhật Bản)
- Tập đoàn Denso (Nhật Bản)
- Công ty Hewlett-Packard (Hoa Kỳ)
- Lexmark International Inc. (Hoa Kỳ)
- Tập đoàn Nikon (Nhật Bản)
- Philips (Hà Lan)
- Tập đoàn Pioneer (Nhật Bản)
- Công ty Procter & Gamble (Hoa Kỳ)
- Robert Bosch GmbH (Đức)
- Sony Corp. (Nhật Bản)[30]

## Dây chuyền sản xuất và sản phẩm
Mabuchi Motor hiện đang sản xuất động cơ điện nhỏ trong 10 nhà máy đặt tại châu Á, với một nhà máy thứ 11 ở Mexico đang được xây dựng. Trong năm 2015, công ty dự đoán 33,4% động cơ sẽ được sản xuất tại Mabuchi Việt Nam, 18,8% tại Mabuchi Daojiao, 14,1% ở Mabuchi Đà Nẵng, 13,3% ở Mafuchi Ngõa Phòng Điếm, 5,8% ở Mabuchi Đại Liên, 4,8% tại Mabuchi Đông Hoản, 3,6% ở Mabuchi Ưng Đàm, 3,3% ở Mabuchi Giang Tây, 2,0% ở Mabuchi Giang Tô, và 0,8% ở Mabuchi Đài Loan.
Gần đây, Mabuchi đã đẩy nhanh tốc độ R & D vào các động cơ hiệu suất cao hơn, đặc biệt là để sử dụng trong các ứng dụng ô tô. Xu hướng đối với xe điện có nghĩa là những chiếc ô tô mới sẽ đòi hỏi số lượng động cơ điện nhỏ ngày càng lớn để hỗ trợ chuyển động và kiểm soát nhiều loại thiết bị điện ô tô khác nhau.

### Sản phẩm ô tô
Một sản phẩm ô tô dự báo 67,3% tổng doanh thu động cơ dự kiến sẽ kết thúc năm 2015. Mabuchi Motor cung cấp các nhà sản xuất ô tô với hơn một trăm biến thể của động cơ DC nhỏ để sử dụng trong nhiều ứng dụng khác nhau, như:
- Bộ nâng cửa sổ điện (bao gồm mô hình GD-558 RC / LC, một động cơ cửa sổ điện thế hệ mới giảm khối lượng và trọng lượng thấp hơn)[4]
- Ghế điện (bao gồm cả mô hình RZ-46BWA, mô-men xoắn khối lượng thấp và mô-men xoắn cao góp phần giảm trọng lượng ghế ngồi điện)[4]
- Hệ thống phanh đỗ (bao gồm model RS-656WA, động cơ theo đuổi độ rung thấp, tuổi thọ cao và độ cứng vững cao)[4]
- Máy bơm gạt nước cửa sổ
- Thiết bị ngoại vi động cơ (bao gồm mô hình RS-4F5WA, một động cơ thích nghi để sử dụng trong điều kiện khắc nghiệt của hệ thống hút và xả động cơ)[4]
- Điều khiển hành trình tự động
- Cửa sổ trời
- Cơ cấu căng đai an toàn
- Điều chỉnh trụ vô lăng
- Bộ đóng cửa
- Hỗ trợ thắt lưng
- Khóa cửa (bao gồm cả mô hình FC-280SC, một động cơ tiêu chuẩn cho thiết bị truyền động khóa cửa với một hồ sơ theo dõi mạnh mẽ)[4]
- Gương xe (kể cả model SF-266SA, động cơ đạt khối lượng thấp và giảm tiếng ồn, cho hoạt động êm hơn của gương gập điện)[4]
- Truyền động van điều hòa không khí (bao gồm model SF-266SH, động cơ đạt khối lượng thấp và giảm tiếng ồn, hiệu quả khi sử dụng nhiều bộ van điều tiết)[4]
- Bộ điều chỉnh mức đèn pha
- Bộ điều khiển tốc độ chạy không
- Lỗ thông hơi cửa sổ góc phần tư trên ô tô
- Cửa chớp lưới tản nhiệt đang hoạt động
- Khóa vô lăng
- Mở nắp khoang
- Mở nắp bình nhiên liệu
- Máy nghe nhạc CD / DVD tích hợp trên xe

### Sản phẩm tiêu dùng và công nghiệp
Doanh thu của động cơ cho người tiêu dùng và các sản phẩm công nghiệp dự kiến sẽ chiếm 32,7% tổng doanh thu động cơ vào cuối năm 2015. Mabuchi Motor cũng cung cấp cho các nhà sản xuất hàng tiêu dùng trong một số ngành công nghiệp có động cơ sử dụng nhiều loại thành phẩm, như:

#### Sản phẩm chăm sóc cá nhân
- Máy cạo râu điện
- Bàn chải đánh răng điện
- Máy sấy tóc (bao gồm mô hình RS-365SV, mô hình mới nhất của động cơ tiêu chuẩn của Mabuchi cho máy sấy có hồ sơ theo dõi rộng rãi)[4]
- Bàn chải tạo kiểu
- Tẩy lông
- Tông đơ cắt tóc

#### Dụng cụ điện
- Máy vặn ốc điện
- Máy bắn vít
- Máy khoan (bao gồm cả mô hình RZ-735VA, một động cơ có trọng lượng nhẹ hơn, góp phần vào công cụ điện nhẹ hơn)[4]
- Máy xén hàng rào
- Cưa vòng
- Máy cắt cỏ

#### Sức khỏe và dinh dưỡng
- Đồng hồ đo huyết áp (bao gồm mô hình FF-M10VA, một động cơ cung cấp thiết bị chăm sóc sức khỏe tại nhà nhỏ với khối lượng thấp và khả năng kiểm soát cao)[4]
- Máy rung
- Máy mát sa

#### Xe đạp, đồ chơi và đồ gia dụng
- Xe đạp điện (xe điện nhẹ)
- Hỗ trợ đi bộ
- Máy pha cà phê
- Máy phun nhỏ
- Máy bơm nhỏ
- Ổ khóa điện (bao gồm model FF-N20WA, động cơ đạt khối lượng thấp, công suất cao và hoạt động yên tĩnh)[4]
- Máy hút bụi
- Phòng làm mát
- Cuộn điện
- Đồ chơi
- Mô hình thu nhỏ

#### Thiết bị chính xác và văn phòng
- Máy in phun mực (bao gồm cả model ID-529XW, một động cơ không chổi than đạt được tiết kiệm năng lượng hơn, hoạt động êm hơn và trọng lượng nhẹ hơn)[4]
- Máy in đa chức năng (bao gồm cả mô hình RK-370VB, một động cơ đạt khối lượng thấp và sản lượng cao hơn, góp phần vào việc giảm kích thước thiết bị văn phòng)[4]
- Máy in laser (bao gồm model RS-645VA, động cơ đạt được khả năng điều khiển cao cùng với mô-men xoắn cao và trọng lượng nhẹ, với bộ mã hóa quang học)[4]
- Máy bán hàng tự động (bao gồm cả mô hình RK-370CA, mô hình chuẩn có thể sử dụng rộng rãi cho các sản phẩm phun và băng tải, xử lý hóa đơn, tiền xu, v.v.)[4]
- Máy ảnh kĩ thuật số
- Máy in ảnh

#### Thiết bị nghe nhìn
- Máy chơi CD xe
- Đầu đĩa DVD
- Hệ thống định vị xe ô tô
- Hệ thống hiển thị kính lái

### Thông số kỹ thuật
Động cơ Mabuchi được chỉ định bằng mã loại bảy chữ số, tiếp theo là ba đến sáu chữ số chỉ định các thông số kỹ thuật cuộn dây phần ứng. Vỏ động cơ ở là phẳng, tròn hoặc vuông. Chiều dài vỏ thay đổi tùy theo ứng dụng dự kiến. Chổi quét là kim loại, kim loại quý hoặc carbon trong xây dựng. Các loại nam châm chính được sử dụng là nam châm đẳng hướng hình chữ C, nam châm đẳng hướng dạng vòng, nam châm dị hướng hoặc đất hiếm hoặc nam châm cao su, có đường kính dây từ từ 0,11mm đến 1,1mm. Các cực phần ứng thay đổi số từ 3 cực đến 12 cực, trong khi số vòng quay của cuộn dây phần ứng trên mỗi khe có thể thay đổi từ các số từ 2 đến 4 chữ số.

#### Bộ phận động cơ
Một động cơ Mabuchi hoàn thành bao gồm 23 bộ phận riêng biệt: chuông kết thúc; đỡ trục; bạc cách; vòng bi; bộ phận giữ chổi quét; thiết bị đầu cuối; van điều tiết; chổi quét; chặn đầu chứa dầu; varistor; chốt hãm bộ góp điện; bộ góp điện; lõi chuyển mạch; lớp cách điện; lõi nhiều lớp; nam châm điện; nhiều lớp cách điện hơn; trục; chổi quét rôto; một chặn đầu  dầu khác; nam châm; vòng bi; và cuối cùng là vỏ máy.

#### Lý thuyết đằng sau động cơ
Mỗi động cơ đều có biểu đồ hiệu suất mô-men xoắn cho thấy mối quan hệ giữa mô-men xoắn và tốc độ, đó là chỉ số hoạt động quan trọng nhất đối với động cơ. Tốc độ không tải là số vòng quay trên phút của trục động cơ khi điện áp được áp dụng giữa các đầu cực không có tải cho động cơ. Dòng không tải là dòng xả khi điện áp được áp dụng giữa các đầu cực không có tải cho động cơ. Mô-men hãm là khi các động cơ xoay hãm khi tăng tải cho động cơ quay, trong khi dòng hãm là khi động cơ xoay hãm khi tăng tải cho động cơ quay. Công thức vật lý E = M (đầu vào năng lượng điện bằng đầu ra năng lượng cơ học) minh họa định luật bảo toàn năng lượng khi làm việc trong động cơ Mabuchi (áp x dòng điện) chia cho (hiệu suất biểu diễn bằng phần trăm) bằng (tốc độ quay vòng / phút x mô men xoắn) mN.m g.cm).

#### Các yếu tố ảnh hưởng đến hiệu suất động cơ
Hiệu suất động cơ phụ thuộc vào ba yếu tố như điện áp trên các đầu cực, điện trở trên các cực, và lực từ. Đây là những ảnh hưởng trực tiếp bởi các yếu tố như điện áp và loại nguồn cung cấp, số vòng mỗi khe quanh co và đường kính của dây từ, nhiệt độ môi trường, loại nam châm, thông lượng ách và pha. Nếu chỉ có điện áp của nguồn điện thay đổi, sự thay đổi về hiệu suất của động cơ là tỷ lệ thuận với sự thay đổi điện áp đó. Không giống như nguồn cung cấp điện áp không đổi, nguồn điện có điện trở sẽ giảm điện áp do điện trở bên trong của nó,sinh ra dòng hãm và do đó, mô-men xoắn hãm đốc xuống với đường tốc độ nằm bên trái.
Các thông số kỹ thuật cuộn dây ảnh hưởng đến hiệu suất động cơ nhiều nhất. Thay đổi số vòng trên mỗi khe hoặc đường kính của dây nam châm tạo ra các kết quả khác nhau rất nhiều. Nhiệt độ môi trường ảnh hưởng đến lực từ của nam châm và trở của cuộn dây, và do đó chỉ ra những thay đổi trong hiệu suất động cơ. Thay đổi nam châm dị hướng từ kết quả ẩm ướt thành khô trong việc giảm mô men hãm và tăng tốc độ không tải do lực từ bị suy yếu. Nam châm được giữ trong một vỏ bọc cho toàn bộ khả năng của chúng, trong khi sử dụng vỏ bọc thành mỏng sẽ dẫn đến lực từ bị rò rỉ xuyên qua thành vỏ. Đó là nơi ách nam châm được sử dụng để ngăn chặn rò rỉ từ tính, do đó duy trì công suất đầy đủ của nam châm. Giai đoạn đề cập đến mối quan hệ vị trí giữa đường trung tâm của mỗi nam châm có cực và vị trí chuyển đổi của các bộ phận chuyển mạch và chổi quét. Độ trễ pha gây ra sự kém hiệu quả, nhiễu điện và tuổi thọ bị rút ngắn. Để tránh những tình huống này, các động cơ được cải tiến được lắp ráp với chuyển dịch cọ chuyển tiếp, bù lại phản ứng ứng suất trong quá trình tải để giữ chúng ở mức trung tính bằng điện.

## Hồ sơ môi trường
Mabuchi Motor xác định sự nóng lên toàn cầu là một vấn đề lớn và do đó, cam kết sử dụng các nguồn lực hiệu quả hơn, giảm lãng phí và tiến hành các hoạt động sản xuất thân thiện với môi trường, bao gồm cả mua sắm xanh.

### Hệ thống quản lý môi trường và hướng dẫn
Mabuchi đã xây dựng một hệ thống quản lý môi trường, với Giám đốc là đại diện quản lý môi trường. Bắt đầu từ trụ sở được chứng nhận ISO 14001 vào tháng 12 năm 1999, một tiêu chuẩn quốc tế về quản lý môi trường, tất cả các địa điểm sản xuất ở nước ngoài tại thời điểm đó đều đạt được chứng nhận này vào năm 2001. Kể từ đó, Tập đoàn Mabuchi đã tiến hành kiểm toán thường xuyên bởi các tổ chức chứng nhận bên ngoài và kiểm toán nội bộ trong Tập đoàn. Vào tháng 10 năm 2005, Mabuchi đã phát triển một hệ thống để vận hành / quản lý thống nhất hệ thống quản lý môi trường và hệ thống quản lý chất lượng.
Mabuchi đã thực hiện Hướng dẫn quản lý lần thứ 4 liên quan đến môi trường trong năm 2008 để "tiến hành hoạt động của công ty bảo tồn môi trường của trái đất và bảo vệ sức khỏe con người." Mabuchi mô tả ô nhiễm bởi các tập đoàn là "hành vi tự sát" mà "gây nguy hiểm cho sự tồn tại của chúng ta." Công ty đã tuyên thệ rằng, nếu sinh thái tự nhiên của nước hoặc khí quyển chịu tác động tiêu cực bởi hoạt động sản xuất của họ, các biện pháp phòng chống ô nhiễm tại chỗ cụ thể đó sẽ được đánh giá là không hiệu quả và các biện pháp mới sẽ được thực hiện ngay lập tức.
Đối với điều kiện làm việc tại nhà máy, sự an toàn của nhân viên là sự cân nhắc chính của Mabuchi. Những người chịu trách nhiệm về các hoạt động của nhà máy hoạt động trên vị trí và chịu trách nhiệm về các tiêu chuẩn an toàn tại nơi làm việc. Sau khi xác định được mối nguy hiểm cho sức khỏe, hành động sẽ được thực hiện ngay lập tức để khắc phục tình trạng. Mabuchi không giữ lại tiền nếu cần thực hiện các biện pháp an toàn nhằm cải thiện bảng cân đối của nhà máy.

### Bảo tồn năng lượng, tái chế và giảm chất thải
Tập đoàn Mabuchi đã thay đổi cách bố trí các nhà máy và quy trình sản xuất nhằm nâng cao năng suất và bảo tồn năng lượng, đồng thời giảm thiểu sử dụng điện và nước và khí thải CO2 cùng một lúc. Ngoài ra, Mabuchi đã cải thiện tỷ lệ phần trăm năng suất của vật liệu để sử dụng hiệu quả các nguồn lực. Công ty cũng đang phân tích nội dung và khối lượng chất thải trên toàn Tập đoàn và làm giảm cũng như cải thiện tỷ lệ tái chế đối với lượng phát thải bằng không. Về mặt các chất độc hại môi trường, Mabuchi đang triển khai các hoạt động sản xuất dựa trên phương châm "không chứa, không pha trộn, không phát ra" các chất độc hại. Mua sắm của Mabuchi Motor được tiến hành trên toàn cầu và mua nhiều loại vật liệu khác nhau, công ty khuyến khích mua sắm xanh, ưu tiên mua sản phẩm từ các đối tác kinh doanh đang bảo vệ môi trường. Về mặt sản xuất và giao hàng, Mabuchi nhằm mục đích giảm thiểu sử dụng nhiên liệu và tài nguyên tại các địa điểm lưu trữ bằng cách định vị các kho hàng gần với khách hàng của mình.

### Hoạt động môi trường
Tập đoàn Mabuchi tiến hành các hoạt động giáo dục môi trường định kỳ, bao gồm nhà máy xanh bằng cách trồng cây, như là một phần của các hoạt động trong hệ thống quản lý môi trường của nó. Công ty cũng chia sẻ thông tin về môi trường thông qua bản tin của công ty và mạng nội bộ trong khi tổ chức các sự kiện liên quan đến môi trường như "Cuộc thi ảnh hưởng đến môi trường áp phích / ảnh", tạo cơ hội cho nhân viên suy nghĩ về môi trường hàng ngày. Các hoạt động làm sạch và làm sạch cộng đồng của nhân viên Mabuchi được tổ chức liên tục. Các nhân viên tình nguyện đang tham gia vào các hoạt động môi trường định hướng cộng đồng trong các văn phòng kinh doanh trong và ngoài nước.

## Trách nhiệm xã hội của doanh nghiệp (CSR)
Mabuchi Motor tham gia vào một số hoạt động xã hội  cụ thể. Đầu tiên, công ty khuyến khích tiếp cận giáo dục ở Trung Quốc. Bắt đầu từ năm 1996, công ty con của Đại Liên đã xây ba trường tiểu học Mabuchi Hope và công ty tiếp tục cung cấp thiết bị và kinh phí cho các chuyến đi học. Đại học Mabuchi thành lập Học bổng trung học Mabuchi tại Quỹ Giáo dục Đại Liên năm 1997 để cung cấp sự tiếp cận giáo dục cho học sinh ở mọi lứa tuổi khuyết tật hoặc những người gặp khó khăn về kinh tế. Năm 2007, một trường trung học Mabuchi Hope được thành lập tại tỉnh Liêu Ninh của Trung Quốc.
Thứ hai, Mabuchi đã hỗ trợ các kỹ sư trẻ bằng cách đồng tài trợ nhiều loại cuộc thi robot hàng năm kể từ năm 2002. Mabuchi cung cấp kinh phí và động cơ để hỗ trợ những người trẻ tuổi tham gia vào các cuộc thi xây dựng robot này. Từ năm 1983, công ty đã vận hành một góc triển lãm tại Bảo tàng Khoa học Chiyoda-ku, Tokyo. Mabuchi cũng cung cấp động cơ cho những người tham gia trong các sự kiện được tổ chức bởi Hiệp hội Bảo tàng Khoa học Nhật Bản. Công ty cũng đã biên soạn sách hướng dẫn nghề thủ công của mình mỗi năm từ hơn 30 năm và đã hỗ trợ đua xe đường rãnh từ năm 1961.
Thứ ba, công ty giáo dục nhân viên địa phương làm lãnh đạo, bất kể quốc tịch của họ, cung cấp đào tạo nâng cao kỹ năng, và phát triển nguồn nhân lực và các gói lợi ích phù hợp với từng khu vực nơi Mabuchi hoạt động.